# 上杉忍
上杉 忍（うえすぎ しのぶ、1945年 - ）は、日本の歴史学者、社会学者。横浜市立大学名誉教授。北海学園大学元教授。専門はアメリカ現代史、公民権運動。特に米国南部農村社会史、米国黒人史を研究。

## 来歴
1945年に中国の大連で生まれる。東京都立大学 (1949-2011)人文学部卒業後、一橋大学大学院博士課程単位取得退学。1976年（昭和51年）静岡大学人文学部講師。1979年（昭和54年）助教授、1990年（平成2年）教授を経て、1993年（平成5年）に横浜市立大学文理学部教授。後に学部改組により、国際文化学部教授、国際総合科学部教授となり、2010年に（平成22年）退職。同年、北海学園大学人文学部教授・同大学院文学研究科教授。2014年（平成26年）北海学園大学を定年退職。
1997年に一橋大学から博士（社会学）を授与される。横浜市立大学では教育研究のほかに、同大学の教員組合の執行委員長として労働運動に従事した。また、アメリカ学会の理事などを務めた。

## 著書

### 単著
- 『パックス・アメリカーナの光と陰』講談社、1989年
- 『アメリカ南部黒人地帯への旅』新日本出版社、1993年
- 『公民権運動への道』岩波書店、1998年
- 『二次大戦下の「アメリカ民主主義」』講談社、2000年
- 『アメリカ黒人の歴史　奴隷貿易からオバマ大統領まで』中央公論新社、2013年
- 『ハリエット・タブマン  「モーゼ」と呼ばれた黒人女性』新曜社、2019年

### 共編著
- 『教室からの大改革』佐々木能章編、文葉社、2004年
- 『ナショナリズムと戦争』後藤道夫、山科三郎編、大月書店、2004年
- 『アメリカの文明と自画像』巽孝之編著、ミネルヴァ書房、2006年
- 『歴史から今を知る―大学生のための世界史講座―』山根徹也編、山川出版社、2010年

### 訳書
- 『アメリカ南部に生きる』セオドア・ローゼンガーテン著、上杉健志共訳、彩流社、2006年
- 『監獄ビジネス』アンジェラ・デイヴィス著、岩波書店、2008年